# Saison 2 d'Extant
Chronologie
Saison 1
Cet article présente les treize épisodes de la deuxième saison de la série télévisée américaine Extant.

## Distribution

### Acteurs principaux
- Halle Berry (VF : Géraldine Asselin) : Molly Woods
- Jeffrey Dean Morgan (VF : Jérémie Covillault) : J.D. Richter
- Pierce Gagnon (VF : Kylian Trouillard) : Ethan Woods
- Grace Gummer (VF : Ingrid Donnadieu) : Julie Gelineau

### Acteurs récurrents et invités
- Goran Višnjić (VF : Stéphane Ronchewski) : John Woods (épisode 1 + voix)
- Tyler Hilton (VF : Christophe Lemoine) : Charlie Arthurs
- Hilarie Burton (VF : Laura Préjean) : Anna Schaefer (épisodes 2 à 7)
- Louis Gossett Jr. (VF : Benoît Allemane) : Quinn, père de Molly (épisode 9)
- Henderson Wade : Adhu (épisodes 1 à 3, 6 à 8)
- David Morrissey (VF : Nicolas Marié) : General Tobias Shepherd[1] (épisodes 1 à 10)
- Kiersey Clemons (VF : Ludivine Maffren) : Lucy[2]
- Necar Zadegan (VF : Déborah Perret) : Shayna Velez[3] (épisodes 2 à 7)
- Lyndon Smith (en) : Kelsey Richter, fille de J.D. [3] (épisodes 3, 4, 6, 7, 12 et 13)
- Melina Kanakaredes : Dorothy, ex-femme de J.D. [4] (épisodes 6 à 8, 12 et 13)
- Richard T. Jones : Ray, l'ami de J.D.
- Cleo Anthony : Ares
- McKenna Roberts puis Genneya Walton : Terra
- Michael Gladis (VF : Christophe Desmottes) : Nate Malone (épisodes 4 à 10)
- Kate Burton : Fiona Stanton (épisodes 5, 9 à 13)

## Généralités
- Aux États-Unis, la saison sera diffusée à partir du 1er juillet 2015 sur le réseau CBS.
- Au Canada, elle sera diffusée en simultanée sur le réseau Global.
- En France, cette nouvelle saison sera diffusée dès le 4 mai 2016 sur 6ter.

## Épisodes

### Épisode 1:Changement de Scénario
- États-Unis /  Canada : 1er juillet 2015 sur CBS[5] / Global[6]
- France : 4 mai 2016 sur 6ter

- États-Unis : 5,27 millions de téléspectateurs[7] (première diffusion)
- Canada : 1,178 million de téléspectateurs[8] (première diffusion + différé 7 jours)
- France : 190 000 téléspectateurs[9]

- Goran Višnjić (John Woods)
- Tyler Hilton (Charlie)

L'épisode commence par des flashback mettant en scène Molly avec John puis Molly avec Ethan. On l'a voit ensuite se réveiller avec un robot qui lui ordonne de prendre ses médicaments puis retour en arrière de 6 mois.
Le fils moitié humain moitié extraterrestre de Molly est recueilli par une famille alors qu'il marchait sur le bord de la route à la fin de la saison 1. Pendant que la famille essaie de joindre la police, on voit le garçon qui calme le bébé de la famille qui pleure. Il se met à trembler et lorsque les parents du bébé arrivent à pénétrer à nouveau dans la pièce bloquée par le garçon, ils découvrent ce dernier mort.
Molly assiste à une audience qui consiste à lui faire jurer qu'il n'y a "aucune forme de vie extraterrestre qui a posé le pied sur Terre".
John quant à lui travaille avec Julie pour remettre Ethan sur pieds après son sacrifice. On voit Julie être assez proche de John qui la repousse. 
Molly revient de son voyage pour l'audience et on la voit surprendre ce rapprochement.
Dans la nuit, Molly se rend dans le hangar de sa maison et demande à voir les enregistrements vidéo d'une certaine date. Ces enregistrements ayant été effacés, elle demande les enregistrements d'un petit robot posé dans le hangar. Et là, on voit clairement John et Julie qui s'enlacent et s'embrassent. Molly arrive à avoir la conversation de la dernière vidéo qu'elle regarde mais John arrive à ce moment-là. Une discussion est entamée mais on entend Ethan crier et se faire enlever.
Il est amené dans un bâtiment inconnu et on voit Julie qui le salue.
Plus tard, John arrive à son labo et voit Julie qui tente de lui expliquer qu'il ne peut plus accéder à son labo ni voir Ethan.
Il part alors en trombe avec sa voiture et se retrouve coincé sur les rails de train par cette dernière qui a été piratée. Un train arrive et percute la voiture de John toujours coincé à l'intérieur.
On revient alors sur Molly et la scène des médicaments donnés par le robot. On comprend qu'elle est internée en psychiatrie et que les dirigeants du centre ne veulent pas la laisser sortir.
En parallèle, on voit Julie qui est devenue la nouvelle dirigeante du labo de John travaillait sur un projet pour l'armée. Alors qu'elle rentre chez elle, on voit qu'Ethan est là.
Un crime survient alors avec une femme qui a le ventre ouvert. Molly l'apprend et va réussir à s'échapper en séduisant et maîtrisant l'un des gardiens.
Elle se rend sur la scène du crime et tombe nez à nez avec un certain JD Ritcher qui la fait ramener au centre après qu'elle a précisé qu'elle savait ce qu'il s'était passé et qu'il devait savoir qu'elle était enceinte avant de mourir.
Le lendemain, Molly est libérée du centre pour 3 jours par JD Ritcher qui s'est rendu compte que Molly disait la vérité.

### Épisode 2:Métamorphoses
- États-Unis /  Canada : 8 juillet 2015 sur CBS / Global
- France : 4 mai 2016 sur 6ter

- États-Unis : 5,11 millions de téléspectateurs[10] (première diffusion)
- Canada : 1,037 million de téléspectateurs[11] (première diffusion + différé 7 jours)
- France : 190 000 téléspectateurs[9]

- David Morrissey (Tobias Shepherd)
- Kiersey Clemons (Lucy)
- Tyler Hilton (Charlie Arthurs)
- Necar Zadegan (Shayna Velez)
- Hilarie Burton (Anna Salinger)
- Henderson Wade (Adhu)

Alors que le General Shepherd ordonne au SWAT d'attaquer la progéniture, celui-ci utilise ses pouvoirs pour monter les membres du commando les uns contre les autres et les éliminer. À la suite de cet échec, Shepherd autorise l 'utilisation de drone pour éliminer la progéniture.
Molly et JD continuent leur enquête et trouvent une autre femme enceinte dont le fœtus se développe anormalement rapidement. Ils tentent de la convaincre de mettre fin à sa grossesse mais celle-ci refuse.
De son côté, Julie essaye de réconforter Ethan dont les parents lui manquent en lui disant qu'il retrouvera bientôt sa mère. Elle finit par le reprogrammer pour qu'il oublie Molly et qu'il la prenne pour sa mère. Côté Labo, Julie subit la pression d'Anna, mandatée par le gouvernement pour qu'elle finisse un nouveau prototype d'Humanich "Lucy" à des fins militaires.

### Épisode 3:Pacte avec le diable
- États-Unis /  Canada : 15 juillet 2015 sur CBS / Global
- France : 4 mai 2016 sur 6ter

- États-Unis : 4,62 millions de téléspectateurs[12] (première diffusion)
- Canada : 1,121 million de téléspectateurs[13] (première diffusion + différé 7 jours)

- France : 190 000 téléspectateurs[9]

- David Morrissey (Tobias Shepherd)
- Kiersey Clemons (Lucy)
- Tyler Hilton (Charlie Arthurs)
- Necar Zadegan (Shayna Velez)
- Hilarie Burton (Anna Salinger)
- Henderson Wade (Adhu)
- Lyndon Smith (Kelsey Richter)

Le bar est alors totalement détruit par la frappe de drones, qui fait plusieurs dizaines de victimes civiles, mais dont La progéniture, Molly et JD se sortent indemnes. Ces deux derniers sont embarqués par Shepherd qui révoque les licences de JD et embauche Molly comme "consultante".
Julie et Charly finissent leur travail sur Lucy, malgré les doutes de Charly quant à la prise de décisions morales de cette dernière. Ethan a des flashbacks de Molly et ne comprend pas la situation. Désemparé JD rentre chez lui et trouve sa fille qui lui annonce être enceinte.

### Épisode 4:Briser le code
- États-Unis /  Canada : 22 juillet 2015 sur CBS / Global
- France : 11 mai 2016 sur 6ter

- États-Unis : 4,34 millions de téléspectateurs[14] (première diffusion)
- Canada : 966 000 téléspectateurs[15] (première diffusion + différé 7 jours)
- France : 166 000 téléspectateurs[16]

- David Morrissey (Tobias Shepherd)
- Kiersey Clemons (Lucy)
- Tyler Hilton (Charlie Arthurs)
- Necar Zadegan (Shayna Velez)
- Hilarie Burton (Anna Salinger)
- Henderson Wade (Adhu)
- Lyndon Smith (Kelsey Richter)

Le gouvernement communique sur un nouveau virus qui contaminerait les femmes enceintes et invite ces dernières à venir se faire dépister dans des centres spéciaux. Alors que Molly travaille au labo pour cracker le code génétique de son fils, JD la contacte pour lui demander de l'aide inquiet de la grossesse de sa fille. Molly accepte et le rassure quant à l'absence de problème.
Fortement inspiré par le caractère indépendant de Lucy, Ethan mène son enquête sur ses visions de Molly et trouve des photos d'elle et lui réunis dans leur ancienne maison. C'est justement ce caractère indépendant de Lucy qui inquiète Charly. Il suggère alors une modification de code, mais se heurte au refus de celle-ci.

### Épisode 5:No limit
- États-Unis /  Canada : 29 juillet 2015 sur CBS / Global
- France : 11 mai 2016 sur 6ter

- États-Unis : 4,32 millions de téléspectateurs[17] (première diffusion)
- Canada : 948 000 téléspectateurs[18] (première diffusion + différé 7 jours)
- France : 166 000 téléspectateurs[16]

- David Morrissey (Tobias Shepherd)
- Kiersey Clemons (Lucy)
- Tyler Hilton (Charlie Arthurs)
- Necar Zadegan (Shayna Velez)
- Hilarie Burton (Anna Salinger)

### Épisode 6:Triple hélice
- États-Unis /  Canada : 5 août 2015 sur CBS / Global
- France : 11 mai 2016 sur 6ter

- États-Unis : 4,77 millions de téléspectateurs[19] (première diffusion)
- Canada : 959 000 téléspectateurs[20] (première diffusion + différé 7 jours)
- France : 166 000 téléspectateurs[16]

- David Morrissey (Tobias Shepherd)
- Kiersey Clemons (Lucy)
- Hilarie Burton (Anna Salinger)
- Melina Kanakaredes (Dorothy)

### Épisode 7:Mobilisation
- États-Unis /  Canada : 5 août 2015 sur CBS / Global
- France : 18 mai 2016 sur 6ter

- États-Unis : 4,77 millions de téléspectateurs[19] (première diffusion)
- Canada : 959 000 téléspectateurs[20] (première diffusion + différé 7 jours)

- David Morrissey (Tobias Shepherd)
- Kiersey Clemons (Lucy)
- Tyler Hilton (Charlie Arthurs)
- Lyndon Smith (Kelsey Richer)
- Hilarie Burton (Anna Salinger)
- Necar Zadegan (Shayna Velez)
- Goran Visnjic (John Woods)

### Épisode 8:Face à face
- États-Unis /  Canada : 12 août 2015 sur CBS / Global
- France : 18 mai 2016 sur 6ter

- États-Unis : 4,47 millions de téléspectateurs[21]
- Canada : 837 000 téléspectateurs[22] (première diffusion + différé 7 jours)

- David Morrissey (Tobias Shepherd)
- Kiersey Clemons (Lucy)
- Tyler Hilton (Charlie Arthurs)
- Melina Kanakaredes (Dorothy)
- Lyndon Smith (Kelsey Richter)
- Henderson Wade (Adhu)

### Épisode 9:Le Grand Départ
- États-Unis /  Canada : 19 août 2015 sur CBS / Global
- France : 18 mai 2016 sur 6ter

- États-Unis : 4,66 millions de téléspectateurs[23]
- Canada : 968 000 téléspectateurs[24] (première diffusion + différé 7 jours)

- David Morrissey (Tobias Shepherd)
- Goran Visnjic (John Woods)
- Tyler Hilton (Charlie Arthurs)
- Lou Gossett Jr. (Quinn)

### Épisode 10:Le Manipulateur
- États-Unis /  Canada : 26 août 2015 sur CBS / Global
- France : 25 mai 2016 sur 6ter

- États-Unis : 4,9 millions de téléspectateurs[25]
- Canada : 899 000 téléspectateurs[26] (première diffusion + différé 7 jours)

- David Morrissey (Tobias Shepherd)
- Goran Visnjic (John Woods)
- Tyler Hilton (Charlie Arthurs)
- Kiersey Clemons (Lucy)

### Épisode 11:Zugzwang
- États-Unis /  Canada : 2 septembre 2015 sur CBS / Global
- France : 25 mai 2016 sur 6ter

- États-Unis : 4,74 millions de téléspectateurs[27]
- Canada : 950 000 téléspectateurs[28] (première diffusion + différé 7 jours)

- Keith David (Nicholas Calderon)
- Tyler Hilton (Charlie Arthurs)
- Kiersey Clemons (Lucy)
- Kate Burton (Fiona Stanton)

### Épisode 12:Deux fois Molly
- États-Unis /  Canada : 9 septembre 2015 sur CBS / Global
- France : 1er juin 2016 sur 6ter

- États-Unis : 4,51 millions de téléspectateurs[29]
- Canada : 849 000 téléspectateurs[30] (première diffusion + différé 7 jours)

- Tyler Hilton (Charlie Arthurs)
- Kiersey Clemons (Lucy)
- Kate Burton (Fiona Stanton)
- Melina Kanakaredes (Dorothy)

### Épisode 13:Labyrinthe
- États-Unis /  Canada : 9 septembre 2015 sur CBS / Global
- France : 1er juin 2016 sur 6ter

- États-Unis : 4,51 millions de téléspectateurs[29] (première diffusion)
- Canada : 849 000 téléspectateurs[30] (première diffusion + différé 7 jours)

- Henderson Wade (Adhu)
- Kiersey Clemons (Lucy)
- Tyler Hilton (Charlie Arthurs)
- Lyndon Smith (Kelsey Richer)